# Cystoisospora felis
Cystoisospora felis, anteriormente conocido como Isospora felis, es un parásito microscópico unicelular, responsable de causar una enfermedad gastrointestinal en gatos, llamada coccidiosis.

## Trasfondo
Cystoisospora, anteriormente conocido como Isospora, es un género de protozoarios que producen coccidiosis en humanos, perros y gatos. La coccidiosis es una infección gastrointestinal causada por miembros del filo sporozoa, entre los que se encuentra el género Cystoisospora. Las especies que infectan a los gatos son Cystoisospora felis y Cystoisospora rivolta

## Ciclo vital y Transmisión
Probablemente la mayoría de los miembros de la familia Felidae puedan actuar como hospederos definitivos para C. felis, siendo documentadas las infecciones en Felis catus (gato común); Felis silvestris (gato montés europeo), Felis pardalis (ocelote), Leptailurus serval (serval), Panthera tigris (tigre), Panthera leo (león), Panthera onca (jaguar); y Lynx lynx (lince).
El hospedero definitivo expulsa los ooquistes sin esporular con las heces. Estos ooquistes esporulan entre las 40 h (a 20 °C) y las 8 h (a 38 °C) La esporulación no ocurre a temperaturas mayores a 45 °C.
Los ooquistes infectivos ingresan al hospedero definitivo por vía oral y una vez en el aparato digestivo se disuelven y se liberan esporozoitos en el intestino delgado. Estos esporozoitos colonizan a los enterocitos de las porciones distales de los villi del íleo; el primer ciclo de desarrollo se produce probablemente por endodiogenia y se producen al menos tres tipos diferentes de merontes. La etapa sexual se produce aproximadamente a los seis días post infección, y los primeros ooquistes se observan al séptimo día. El período prepatente es de 7 a 11 días y el período patente de 10 a 11 días.
Algunos hospederos intermediarios pueden verse involucrados facultativamente en el ciclo de vida del parásito. Por ejemplo los roedores pueden infectarse por la ingestión de ooquistes esporulados. Los esporozoitos liberados de estos quistes ingresan a numerosos tipos de células del roedor, pero permanecen sin cambios contenidos en una vacuola, hasta que esta célula es ingerida por el hospedero definitivo. Ya que no hay desarrollo parasitario en el hospedero intermediario puede ser considerado un hospedero de transporte o paraténico. Dentro de los animales que pueden actuar como hospederos paraténicos se encuentran por ejemplo ratones (Mus musculus), ratas (Rattus norvegicus), hámsteres (Mesocricetus auratus), ganado vacuno (Bos taurus), y perros (Canis familiaris).

## Síntomas
La Coccidiosis usualmente no representa una gran amenaza a la salud del animal, a menos que el animal sea se encuentre ya enfermo o inmunodeprimido. En algunos casos la infección en adultos es asintomática; en otros casos (principalmente en cachorros) el parásito puede causar anemia, pérdida de peso, dolor abdominal, vómitos, diarrea líquida, fiebre, deshidratación y depresión. Si la enfermedad no es tratada, puede llevar a la muerte del animal.
En ningún caso los huéspedes paraténicos presentan síntomas clínicos.
Los estudios experimentales indican que C. felis es moderadamente patogénico para los gatitos de entre 6 y 13 semanas. En los gatitos se observan heces blandas y mucosas a los 8 días post infección, pero no suelen presentar una enfermedad severa. C felis es más patogénica para los gatitos de menor edad, los cachorritos de cuatro semanas pueden desarrollar una enfermedad severa con signos de enteritis, emaciación e incluso muerte.

## Diagnóstico
El tiempo entre la infección y cuando el parásito puede ser detectado (el período prepatente) es de aproximadamente 9-11 días. Para detectar el parásito, se lleva a cabo un examen de flotación fecal. Esta prueba consiste en examinar en el microscopio una muestra de heces, de esta manera identificar si hay parásitos.

## Tratamiento
Los antibióticos pueden reducir la cantidad de parásitos y mejorar la salud del animal. Algunos de los antibióticos usados son:
- Sulfadimetoxina (SDM) - 60 mg/Kg durante 10 días o 55 mg/Kg por 1 día y 27,5 mg/Kg hasta desaparición de los síntomas.
- Sulfadimetoxina + ormetoprim (OM) - 55 mg/kg SDM + 11 mg/kg OM al menos por 23 días.
- Sulfaguanidina - 150 a 200 mg/kg durante 5 días.
- Sulfadiazina (SD) + trimetoprim (TRI) - 25 a 50 mg/kg de SD + 5 a 10 mg/kg de TRI durante 6 días para gatos de más de 4 kg - 12,5 a 25 mg/kg de SD + 2,5 a 5 mg/kg de TRI durante 6 días para gatos de más de 4 kg.
- Amprolium HCl (AMP) - 300 a 400 mg/kg durante 5 días - 110 a 220 mg/kg durante 7 a 12 días - 20 a 40 mg/kg durante 10 días.
- AMP + SDM - 150 mg/kg AMP + 25 mg/kg SDM duranto 14 días.
- Quinacrina - 10 mg/kg durante 5 días.
- Furazolidona - 8 a 20 mg/kg una o dos veces por día.

## Prevalencia
Emparentado genéticamente con el género Isospora spp, C. felis y C. rivolta se presentan en más del 40% de los gatos en algunos países tropicales. Al igual que otros protozoarios entéricos, las infecciones concurrentes con otros parásitos entéricos son extremadamente comunes.

## Control y Prevención
Para prevenir la coccidiosis, el saneamiento es vital para asegurar que la zona esté libre de heces. Es importante remover rápidamente cualquier rastro de heces ya que C. felis puede entrar rápidamente en la etapa infecciosa de su ciclo vital. Los ooquistes maduros son resistentes a la mayoría de los productos de limpieza y pueden permanecer infectivos durante largos períodos de tiempo. Los productos de limpieza que contienen amoníaco, o la limpieza mediante vapor pueden aniquilar los ooquistes infecciosos. Otra manera de prevenir la infección es no permitir que el gato ingiera roedores que puedan ser portadores del parásito.